# Arnoud Greidanus
Arnoud Greidanus (1 de junio de 1981) es un deportista neerlandés que compitió en remo. Ganó dos medallas en el Campeonato Mundial de Remo, en los años 2007 y 2012.

## Palmarés internacional
| Campeonato Mundial | Campeonato Mundial | Campeonato Mundial | Campeonato Mundial      |
| Año                | Lugar              | Medalla            | Prueba                  |
| ------------------ | ------------------ | ------------------ | ----------------------- |
| 2007               | Múnich (Alemania)  | Medalla de oro     | Ocho con timonel ligero |
| 2012               | Plovdiv (Bulgaria) | Medalla de plata   | Dos sin timonel ligero  |